# 土浦市立真鍋小学校

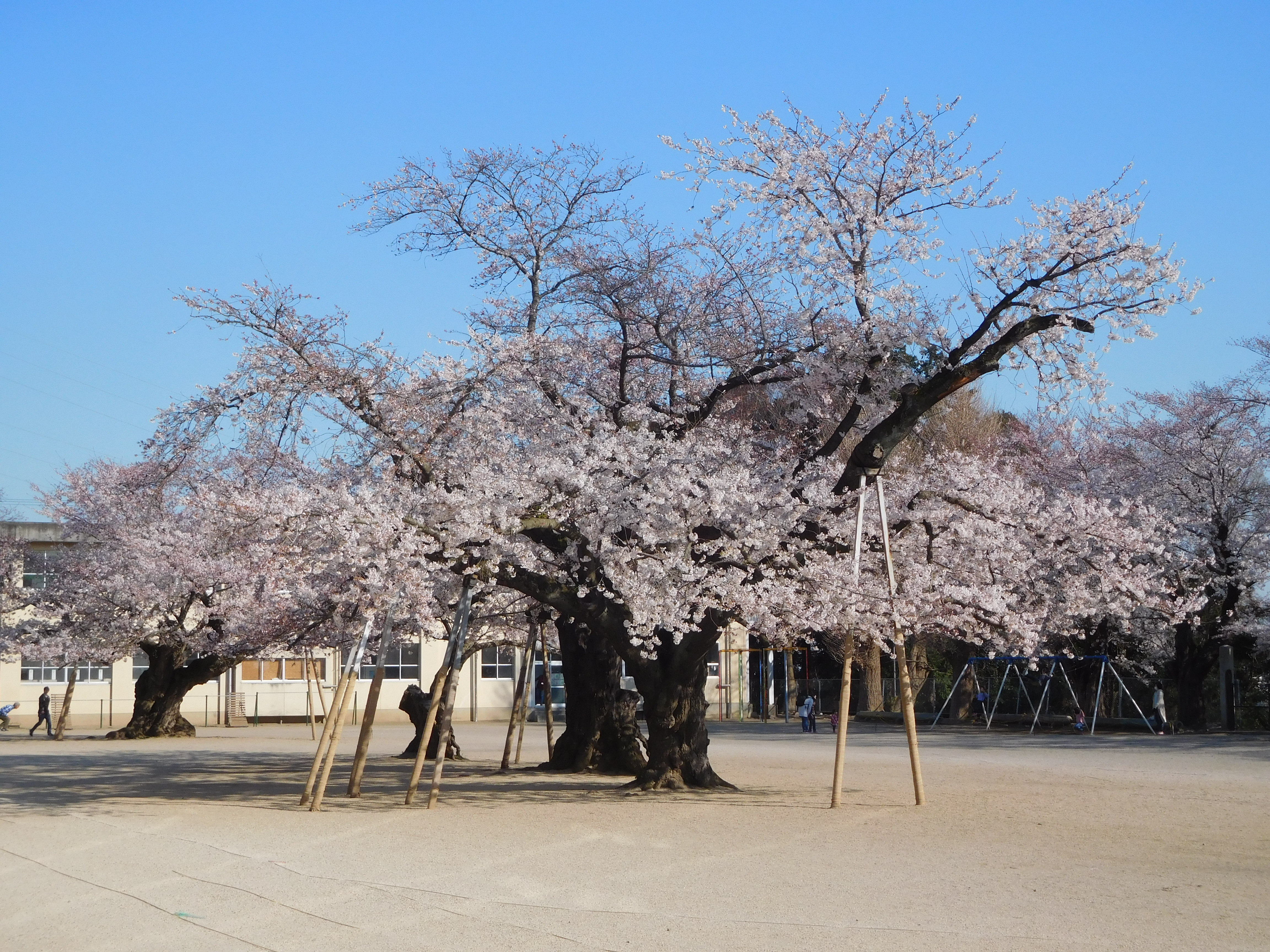
真鍋のサクラ

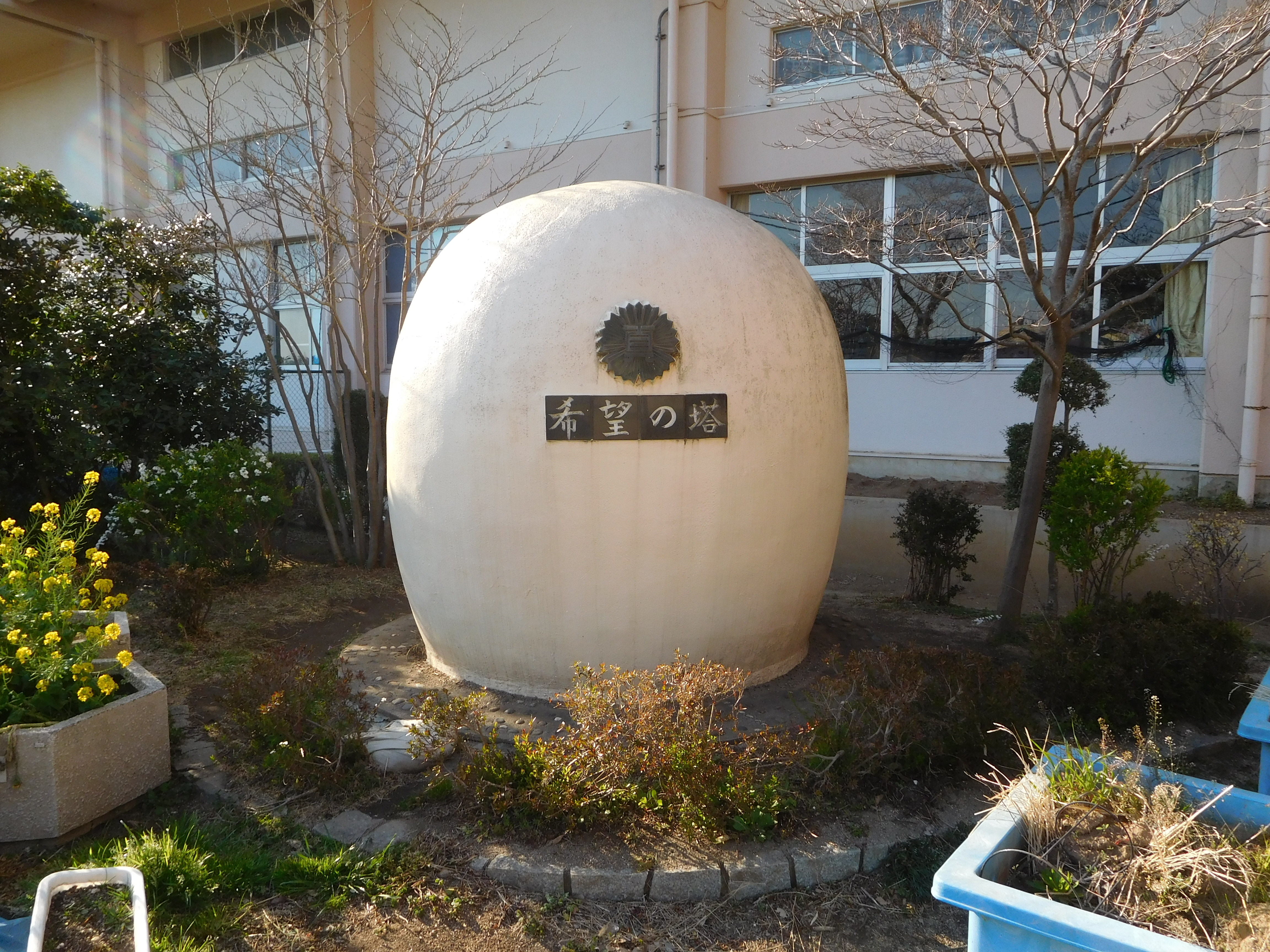
希望の塔

土浦市立真鍋小学校（つちうらしりつ まなべしょうがっこう）は、茨城県土浦市にある公立小学校。校庭に栽植された桜が、真鍋のサクラとして1952年県指定天然記念物に指定された。

## 沿革

### 経緯
土浦市立真鍋小学校は、1877年、真鍋学校として設立された。その後、1882年に真鍋小学校、1941年にて真鍋国民学校に改称した。第二次世界大戦降伏後の学制改革によって、土浦市立真鍋小学校となった。

### 年表
- 1877年6月 - 真鍋学校創設
- 1882年4月 - 真鍋小学校と改称
- 1907年1月 - 校舎を現在地に新築，桜苗木移植
- 1919年2月 - 校章制定（なでしこ図案化）
- 1941年4月 - 国民学校令によって真鍋国民学校と改称
- 1947年4月 - 学制改革により土浦市立真鍋小学校となる
- 1952年
  - 1月
    - 学校給食優良校として文部大臣表彰
    - 校庭の桜が県指定天然記念物に指定（「真鍋の桜」）

  - 11月 - 創立80周年記念式典挙行。校歌制定。同窓会発足。
- 1984年3月 - タイムカプセル「希望の塔」建立
- 1985年3月 - 校訓記念の碑建立
- 2008年3月 -「真鍋の桜」保存会設置
- 2011年4月 - 市指定平成23 - 24年度小中一貫教育推進事業。県指定小学校教科担任制モデル事業

## 教育方針
- 主体的に学び，実践する子どもの育成(知)
- 豊かな情操を持ち，思いやりと奉仕の心をもった子どもの育成(徳)
- 心身ともに健康で，たくましい子どもの育成(体)

## 学校行事
| - 4月 始業式、入学式、お花見集会 - 5月 運動会 - 6月 | - 7月 終業式 - 8月 - 9月 始業式 | - 10月 - 11月 - 12月 終業式 | - 1月 始業式 - 2月 - 3月 終業式 |

## 通学区域
- 土浦市[1]
  - 真鍋1～6丁目，東真鍋町
  - 西真鍋町，真鍋新町，木田余，木田余東台1丁目，木田余東台2丁目
  - 木田余東台3丁目，木田余東台4丁目，木田余東台5丁目，木田余西台，殿里
  - 東都和，若松町，東若松町，板谷七丁目の一部

## 進学先中学校
- 土浦市立土浦第二中学校

## 交通
- JR東日本常磐線土浦駅下車。関東鉄道土浦一高前停留所より徒歩3分